# Traddelkopf
Der Traddelkopf ist mit 626,4 m ü. NHN nach Wüstegarten, Hohem Lohr und Großer Aschkoppe der vierthöchste Berg des Mittelgebirges Kellerwald, die höchste Erhebung der in dessen Nordteil befindlichen Ederhöhen. Er liegt bei Gellershausen im nordhessischen Landkreis Waldeck-Frankenberg.

## Geographie

### Lage
Der Traddelkopf erhebt sich in den Ederhöhen, einer Bergregion, deren Gebiet etwa deckungsgleich mit dem Nationalpark Kellerwald-Edersee ist. Letzterer ist vom Naturpark Kellerwald-Edersee umgeben. Sein Gipfel liegt etwa 2,5 km westlich von Gellershausen, dem südwestlichsten Ortsteil von Edertal, zu dessen Gemeindegebiet der Berg gehört, und zirka 2,5 km nördlich von Frebershausen, dem westlichsten Stadtteil von Bad Wildungen. Beide Dörfer liegen am Wesebach, einem südwestlichen Zufluss der Eder. Nördlich des Bergs entspringt der Bach Große Küche als linksseitiger Zufluss des Keßbachs, der nach Norden über den Banfebach (Banferbach) in den Edersee fließt. Südwestlicher Ausläufer ist der Ahornkopf (604,1 m).

### Naturräumliche Zuordnung
Der Traddelkopf gehört in der naturräumlichen Haupteinheitengruppe Westhessisches Bergland (Nr. 34) und in der Haupteinheit Kellerwald (344) zur Untereinheit Große Hardt (344.3). Nach Südosten leitet die Landschaft in die Untereinheit Wildunger Bergland (344.2) über.

## Schutzgebiete und Natur
Auf dem stark bewaldeten Traddelkopf liegen Teile des Fauna-Flora-Habitat-Gebiets Kellerwald (FFH-Nr. 4819-301; 58,2261 km² groß) und des Vogelschutzgebiets Kellerwald (VSG-Nr. 4920-401; 263,9949 km²).
Der Traddelkopf weist wie der Ahornkopf einen großen, alten Rotbuchenwald auf. Auf der Westflanke des Ahornkopfs liegt im angrenzenden Gemeindegebiet von Frankenau das ehemalige Naturschutzgebiet Ruhlauber (NSG-Nr. 165248; 1989/1990 ausgewiesen; 57 ha); es ist inzwischen in den 2004 gegründeten Nationalpark Kellerwald-Edersee aufgegangen. Das Naturschutzgebiet, in dem keine forstwirtschaftliche Nutzung stattfindet und das früher − überwiegend frei von Unterwuchs und Totholz − ein strukturarmer und einschichtiger Hallenwald war, entwickelt sich allmählich zum Naturwald. Flora und Fauna sind sich selbst überlassen. Mancherorts gedeihen bis 200 Jahre alte Buchen.